# Lilla Morsjön
Lilla Morsjön är en sjö i Skinnskattebergs kommun och Surahammars kommun i Västmanland och ingår i Norrströms huvudavrinningsområde. Sjön är 5,5 meter djup, har en yta på 0,238 kvadratkilometer och är belägen 98 meter över havet.

## Delavrinningsområde
Lilla Morsjön ingår i det delavrinningsområde (663106-150820) som SMHI kallar för Mynnar i Norrsjön. Medelhöjden är 102 meter över havet och ytan är 45,65 kvadratkilometer. Räknas de 2 avrinningsområdena uppströms in blir den ackumulerade arean 68,18 kvadratkilometer. Flenaån som avvattnar avrinningsområdet har biflödesordning 5, vilket innebär att vattnet flödar genom totalt 5 vattendrag innan det når havet efter 189 kilometer. Avrinningsområdet består mestadels av skog (74 procent) och sankmarker (11 procent). Avrinningsområdet har 3,71 kvadratkilometer vattenytor vilket ger det en sjöprocent på 8,1 procent.